# Jordi Alcobé Font
 (mai 2019).
Si vous disposez d'ouvrages ou d'articles de référence ou si vous connaissez des sites web de qualité traitant du thème abordé ici, merci de compléter l'article en donnant les références utiles à sa vérifiabilité et en les liant à la section « Notes et références ».
Jordi Alcobé Font, né le 15 juin 1974 à Prats, est un homme politique andorran, membre des Démocrates pour Andorre.

## Biographie
Il est diplômé en économie de l'université Toulouse-I-Capitole ainsi qu'en administration des entreprises de l'ESADE à Barcelone. Il a en outre suivi un cursus en droit andorran à l'université d'Andorre.
Le 13 mai 2011, il est nommé ministre de l'Économie et du Territoire dans le gouvernement d'Antoni Martí Petit et le demeure jusqu'au 1er avril 2015, date à la quelle ile est nommé ministre des Transports et des Télécommunications. Il quitte le gouvernement le 9 novembre 2016.
En décembre 2023, sa liste remporte les élections municipales et il est élu consul majeur de la paroisse de Canillo.